# Папендрехт, Ян Хойнк ван
Ян Хойнк ван Папендрехт (голл. Jan Hoynck van Papendrecht; 18 сентября 1858, Амстердам — 11 декабря 1933, Гаага) — голландский художник-баталист, а также униформист и иллюстратор.

## Биография
Отец художника, Ян Корнелиус Хойнк ван Папендрехт, в юности обучался живописи, но в итоге занялся коммерцией, однако, сохранил некоторые связи с миром искусства. 
По настоянию Чарльза Рохуссена, друга ван Папендрехта-старшего и знатока голландского искусства, его сын поступил в Королевскую академию изящных искусств в Антверпене. После двух лет обучения в Антверпене Ван Папендрехт-младший в течение четырёх лет продолжал обучение в Мюнхене.
В 1884 году Ван Папендрехт вернулся в Амстердам. В 1889 году он женился на дочери священника, Иоганне Филиппе ван Горком. В 1892 году супруги переехали в Амстелвен, а затем в Реден близ Арнема, где  прожили  до 1902 года. Оттуда художник с семьёй переехал в Гаагу, где прожил до самой своей смерти в 1933 году.

## Творчество

### Общий обзор
Общее количество работ ван Папендрехта весьма впечатляет. В 1885 году, вскоре после возвращения на родину из Мюнхена, рисунки Ван Папендрехта впервые появились в популярном иллюстрированном журнале «Eigen Haard». Пять лет спустя он вошел в редакционный совет иллюстрированного журнала «Elsevier». Его слава как иллюстратора окончательно утвердилась в 1893 году, после создания рисунков для серии книг, в которых описывалась история голландской конной артиллерии («Желтых всадников»).
Ван Папендрехт был не только талантливым иллюстратором, но и мастером акварели. Акварельными красками он написал несколько сот картин.

### Батальная живопись
Своей известностью Хойнк ван Папендрехт был обязан, главным образом, своим акварелям и рисункам на батальные темы. В XIX веке идеи патриотизма и  героизма еще не были забыты в голландском искусстве, и картины, прославлявшие голландскую армию и её победы, пользовались заслуженным интересом публики. Одним из наиболее известных художников этого направления и был ван Папендрехт. В 1875 году он создал серию героических картин на сюжет битвы при Ватерлоо 1815 года, в которой голландцы сражались на стороне англичан. Писал Папендрехт и батальные сцены и на сюжет в целом неудачных для голландцев попыток подавления Бельгийской революции 1830 года, а также неоднократно изображал эпизоды колониальных войн в Голландской Ост-Индии (Индонезии).
Работа в журналах «Elsevier» и «Eigen Haard», для которых Папендрехт регулярно создавал иллюстрации, только увеличивали его популярность, как художника-баталиста.
В 1900 году вышла знаменитая книга «Униформа голландской армии и флота», состоящая из двух частей, многие иллюстрации к которой были сделаны ван Папендрехтом.

### Пейзажи и портреты
Помимо батальной живописи, Хойнк ван Папендрехт был увлечён созданием портретов и пейзажей. Портреты работы ван Папендрехта отличались не только художественной выразительностью, но и  довольно большой точностью в передаче внешности портретируемых, а также (при необходимости) их униформы. Уже будучи известным портретистом, ван Папедрехт был приглашен британским художественным еженедельником «The Graphic» выполнить для него эскизы портретов делегатов 
Гаагских конференций, в дополнение к портретам военных, которые он уже опубликовал в нём ранее.

## Награды
Картины Яна Хойнка Ван Папендрехта были широко известны в Голландии при его жизни, особенно после того, как он с успехом принял участие в ретроспективной выставке художников-современников в Амстердаме в 1884 году. Среди наград, полученных Папендрехтом:
- Бронзовая медаль на Всемирной выставке в Сент-Луисе (1904)
- Серебряная медаль «За искусство и науку» Оранского дома (1906)
- Серебряная медаль на пятой Национальной художественной выставке (1907)
- Почетное упоминание на Парижском Салоне (1907)
- Золотая медаль в Мюнхене (1909).

В день своего семидесятилетия Хойнк Ван Папендрехт был произведен в рыцари ордена Оранских-Нассау.

## Галерея

Некоторые работы
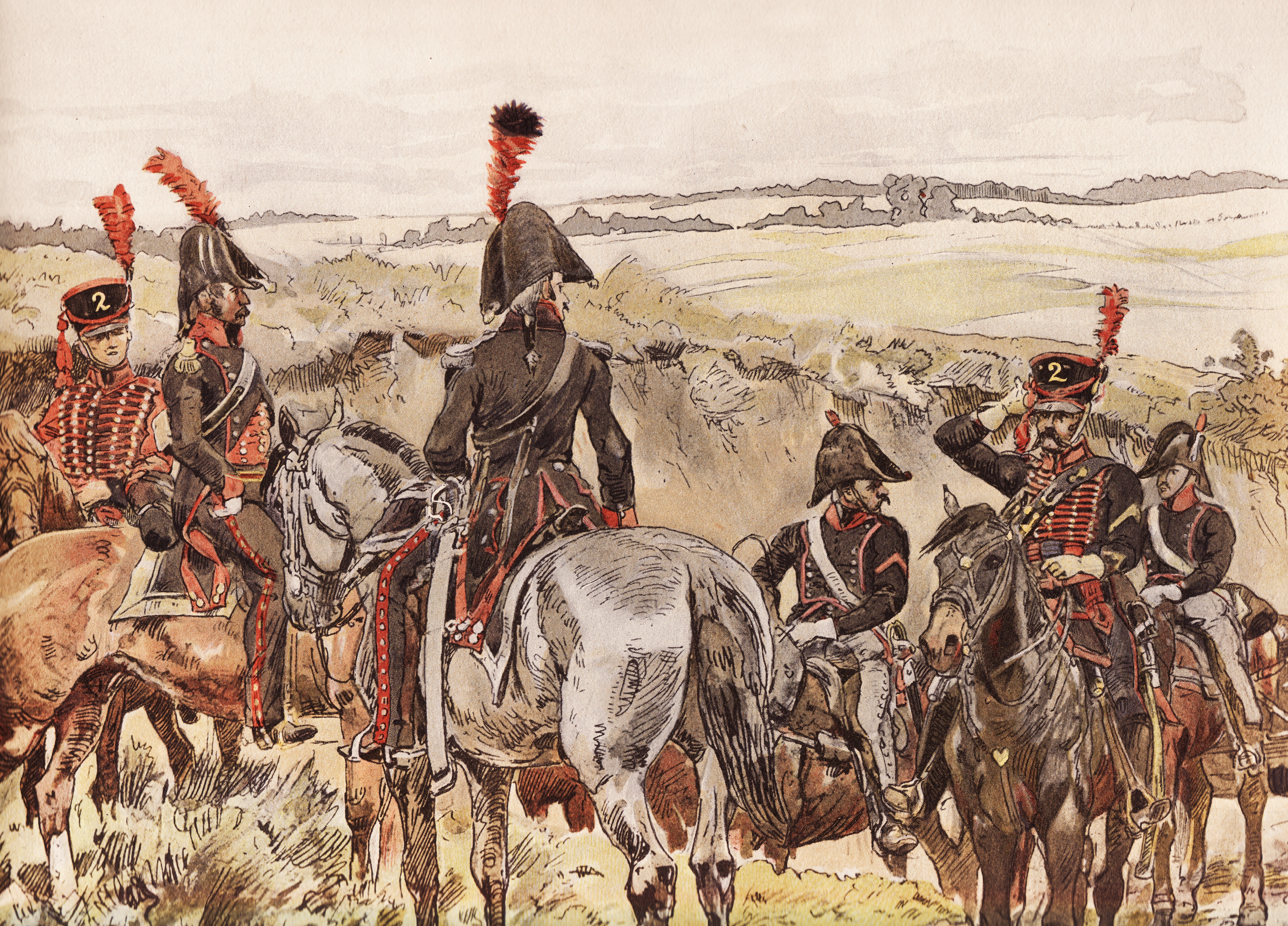
Голландская конная артиллерия (на стороне Франции) в 1808 году.
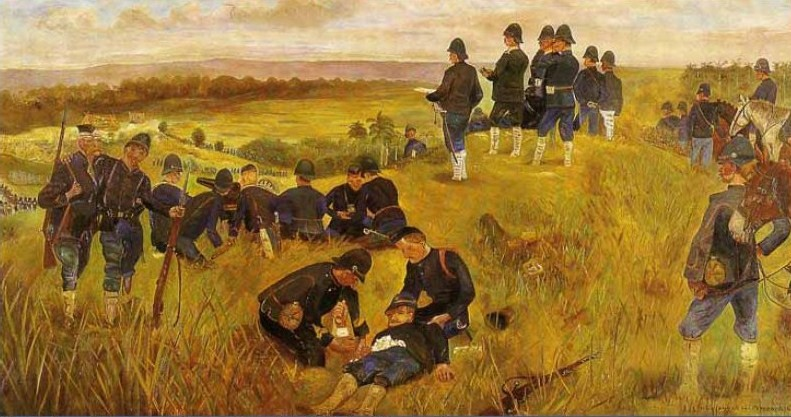
Эпизод голландских колониальных войн в Индонезии. Генерал Йоханнес ван Хётс (англ.) в сражении при Батое Илик (голл.) во время Ачехской войны.
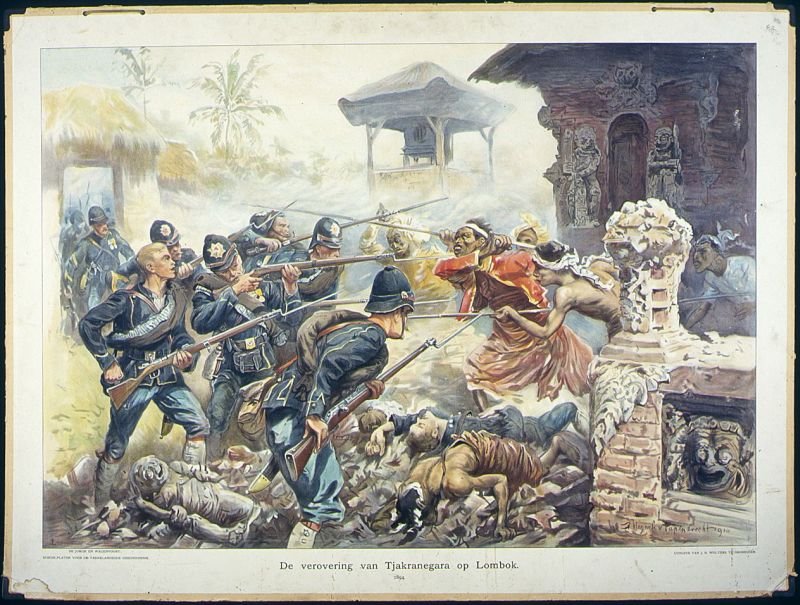
Бой голландских солдат с повстанцами в Индонезии. Амстердам, Тропический музей.
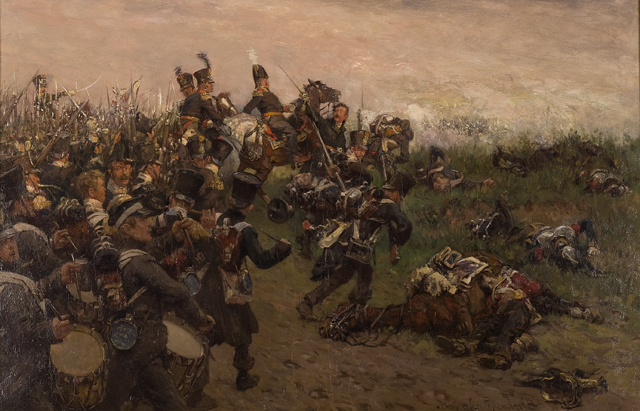
Голландский генерал Давид Хендрик Шассе во главе своей дивизии в битве при Ватерлоо (на стороне англичан).
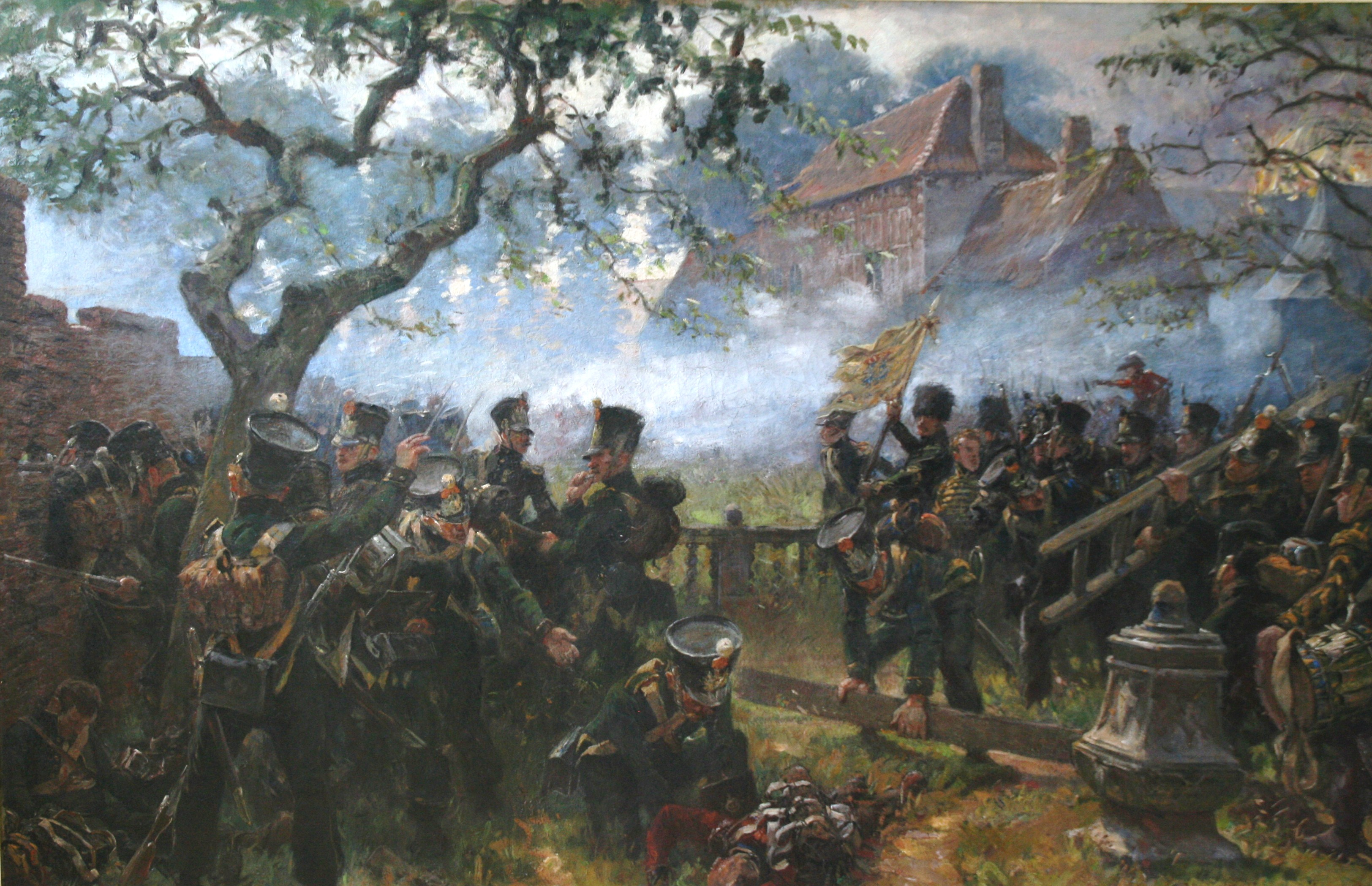
Войска из контингента Нассау в бою за ферму Угумон, в ходе битвы при Ватерлоо (на стороне англичан).
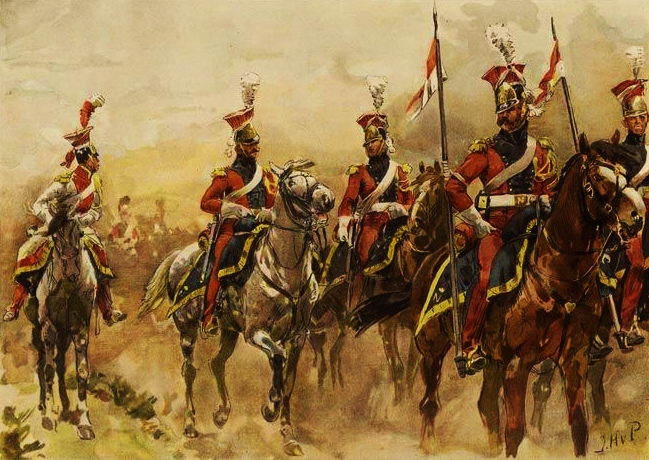
Полк Красных улан Наполеоновской гвардии.
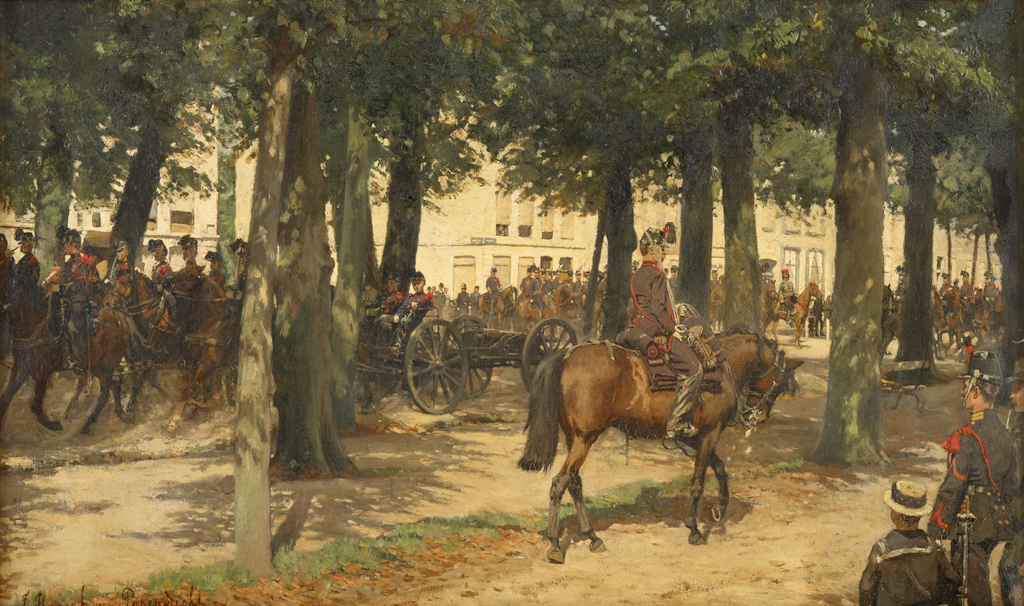
Кавалерия, ок. 1900
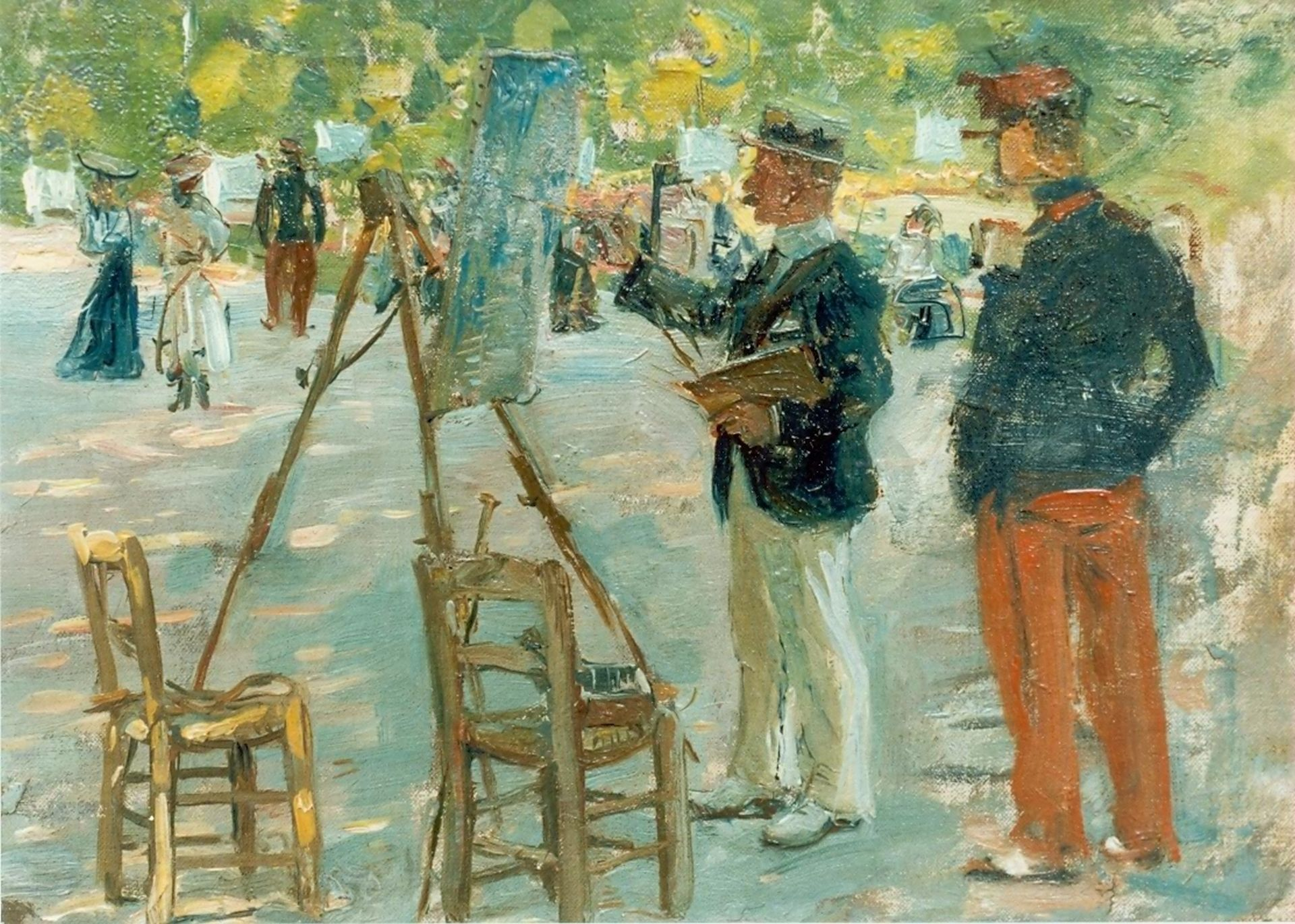
Художник и офицер.
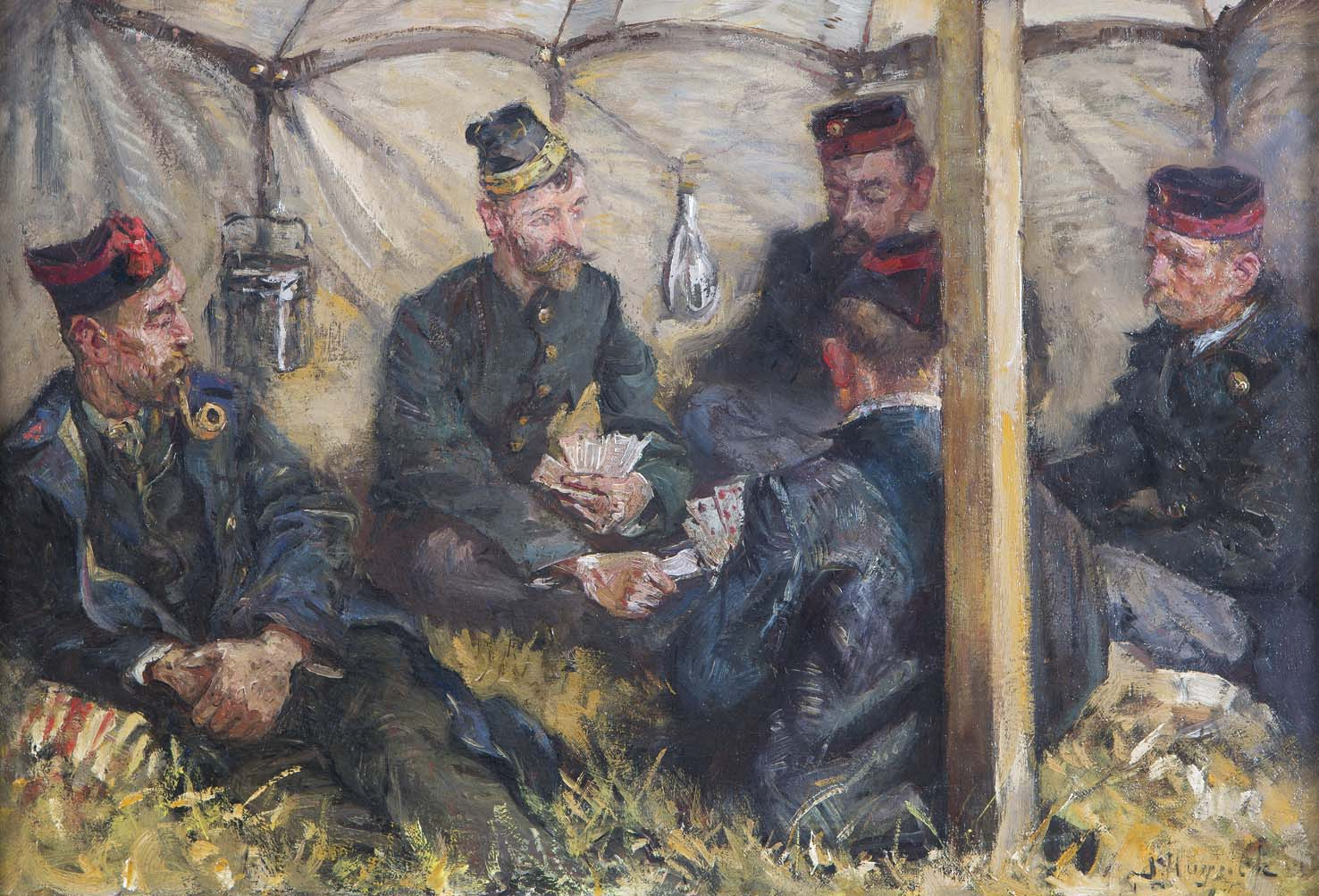
Солдаты, играющие в карты.
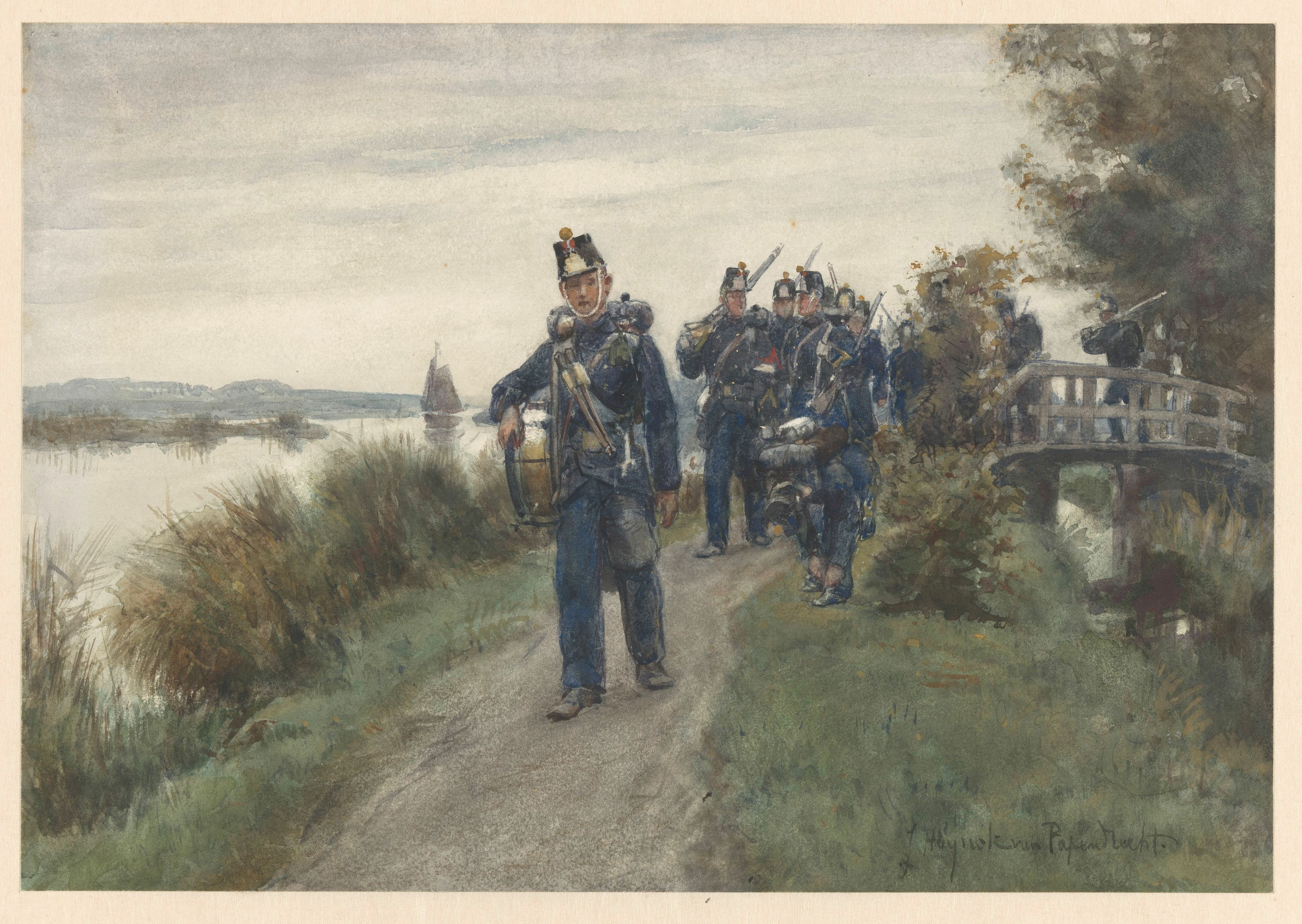
Пехотный патруль.
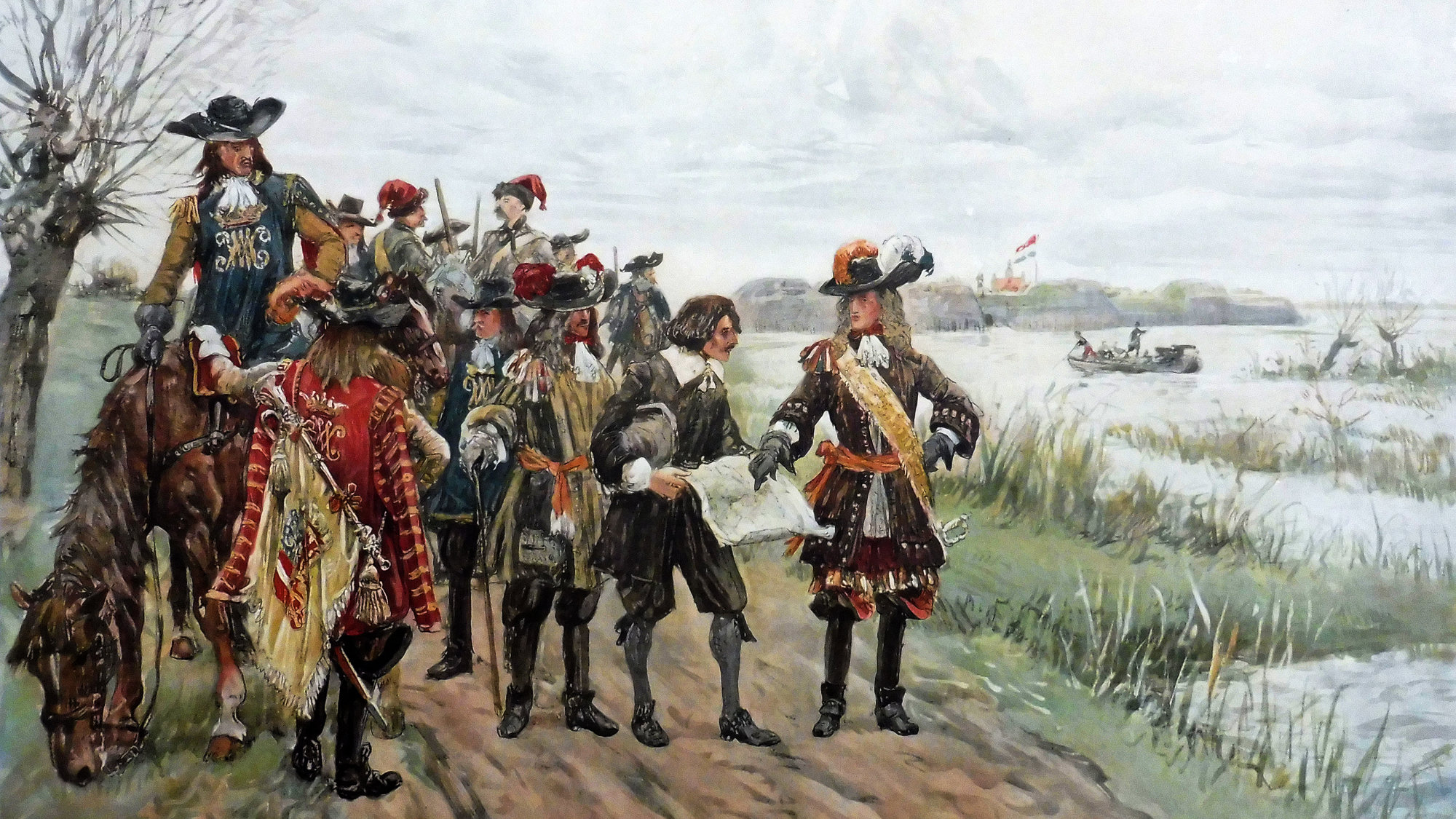
Вильгельм III Оранский со своими офицерами.
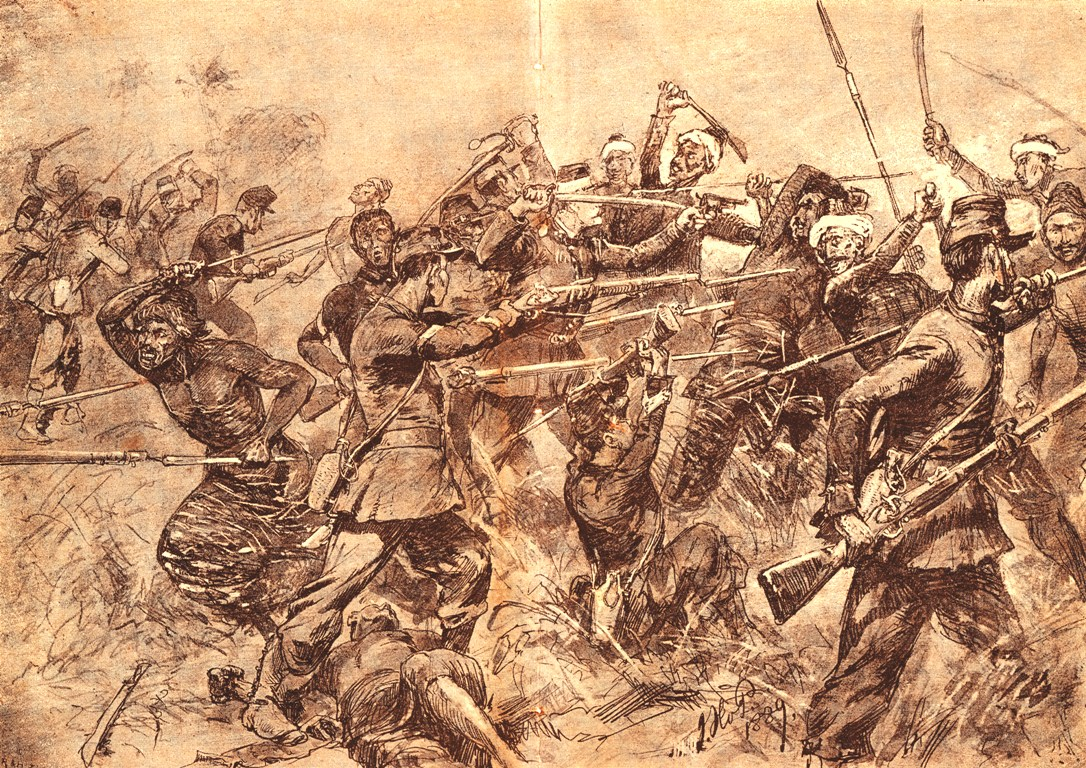
Рукопашное сражение в Индонезии.
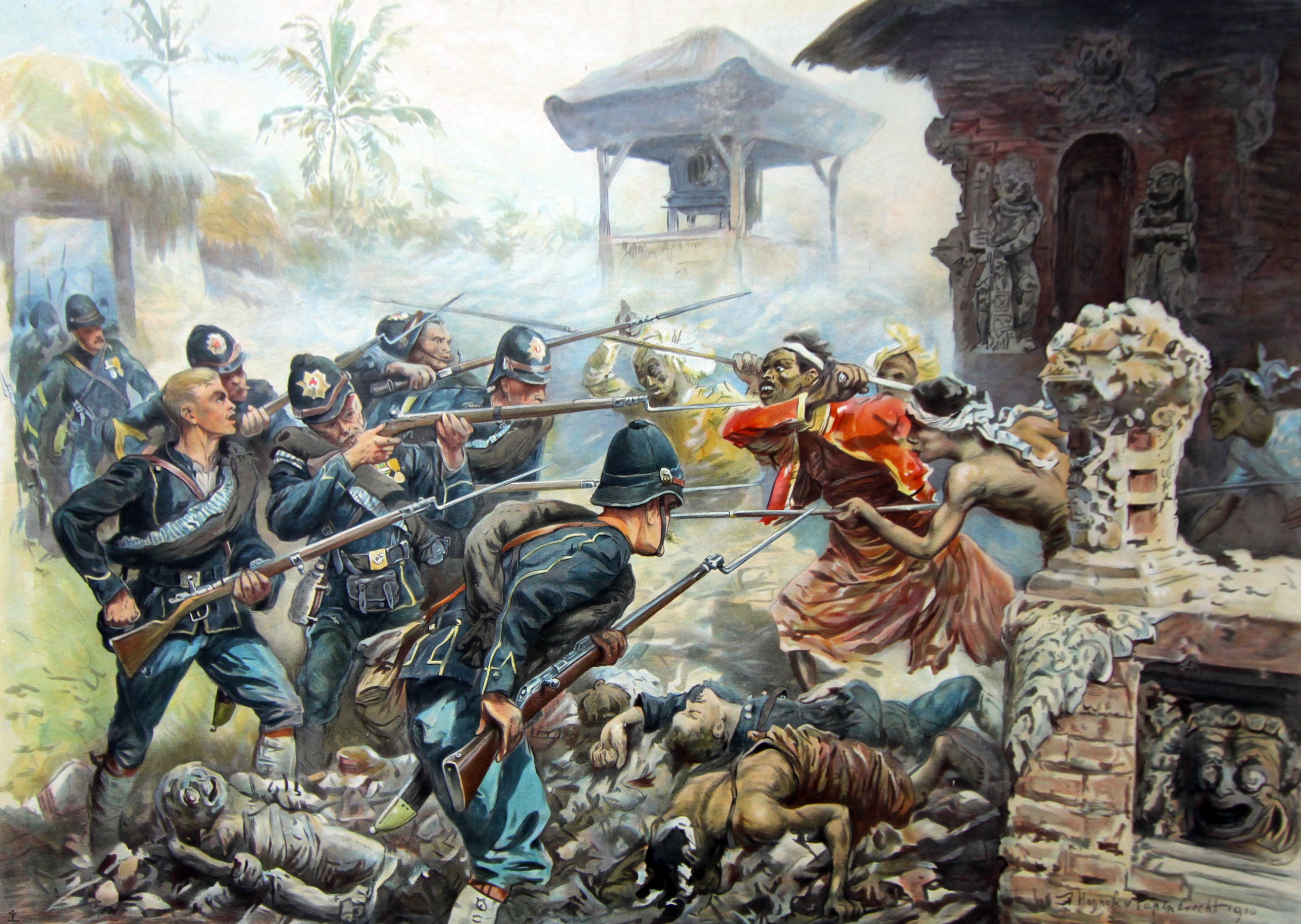
Рукопашное сражение в Индонезии.